# Händlerkegel
Der Händlerkegel oder die Händler-Kegelschnecke (Conus mercator) ist eine Schnecke aus der Familie der Kegelschnecken (Gattung Conus), die im östlichen Atlantischen Ozean an der Küste Westafrikas verbreitet ist.

## Merkmale
Conus mercator trägt ein kleines bis mittelgroßes, mäßig schweres, schwach glänzendes Schneckenhaus, das bei ausgewachsenen Schnecken 2 bis 5,5 cm Länge erreicht. Das Gewinde ist niedrig bis mittelhoch und hat eine stumpfe Spitze, sein Umriss ist gerade bis konkav. Der Körperumgang ist niedrig kegelförmig mit nach hinten konvexen Seiten und einer verjüngten bis schmalen Basis. Die Schulter ist oben gerundet konvex und hebt sich nicht vom Gewinde ab. Die Oberfläche der Schale ist gelblich oder aschgrau, oft mit undeutlichen, längs verlaufenden, kastanienbraunen Linien sowie mit einem breiten Band an der Schulter und einem schmaleren in der Mitte, beide aus einem dichten weiß-kastanienbraunen Netzmuster.

## Verbreitung und Lebensraum
Conus mercator ist im östlichen Atlantischen Ozean an der gesamten Küste Westafrikas von Senegal bis Angola verbreitet. Er lebt in der Gezeitenzone auf Untergründen mit Sand oder Kies.

## Entwicklungszyklus
Wie alle Kegelschnecken ist Conus mercator getrenntgeschlechtlich, und das Männchen begattet das Weibchen mit seinem Penis. Das Weibchen befestigt am Substrat etwa 5,4 bis 7 mm hohe Kapseln, in denen sich etwa 14 bis 60 Eier mit einem Durchmesser von rund 400 µm befinden. Die Embryonen durchlaufen in der Kapsel das Stadium als Veliger-Larve und schlüpfen als fertige kriechende Schnecken – ähnlich wie beim Mittelmeerkegel, doch im Gegensatz zu den meisten anderen Kegelschneckenarten.

## Lebensweise
Über die Ernährungsweise und das Beutespektrum von Conus mercator gibt es bisher keine Veröffentlichungen. Laut der Systematik von J. K. Tucker und M. J. Tenorio (2009) gehört Conus mercator zur Gattung Lautoconus, die nach der Revision von N. Puillandre, T. F. Duda, C. Meyer, B. M. Olivera und P. Bouchet (2015) eine Untergattung von Conus ist. Andere Kegelschnecken dieser atlantischen Untergattung, namentlich der am besten untersuchte Mittelmeerkegel (Conus ventricosus), fressen verschiedene Vielborster-Arten, die sie durch einfaches oder mehrfaches Stechen mit ihren Radulazähnen vergiften und so lähmen, bevor sie sie verschlingen.